# Pompes funèbres générales
Pour les articles homonymes, voir PFG.
Les Pompes Funèbres Générales est la marque commerciale de l'entreprise française de pompes funèbres fondée en 1828 par Joseph Langlé. Il dirigea tout d'abord la « Compagnie Générale des Sépultures », devenue « entreprise générale des pompes funèbres », précurseure des PFG. Elle est exploitée par la société Omnium de Gestion et de Financement (OGF) à la suite de la fusion intervenue en 1998. 
C'est la première entreprise du secteur, devant le réseau Funecap.

## Historique

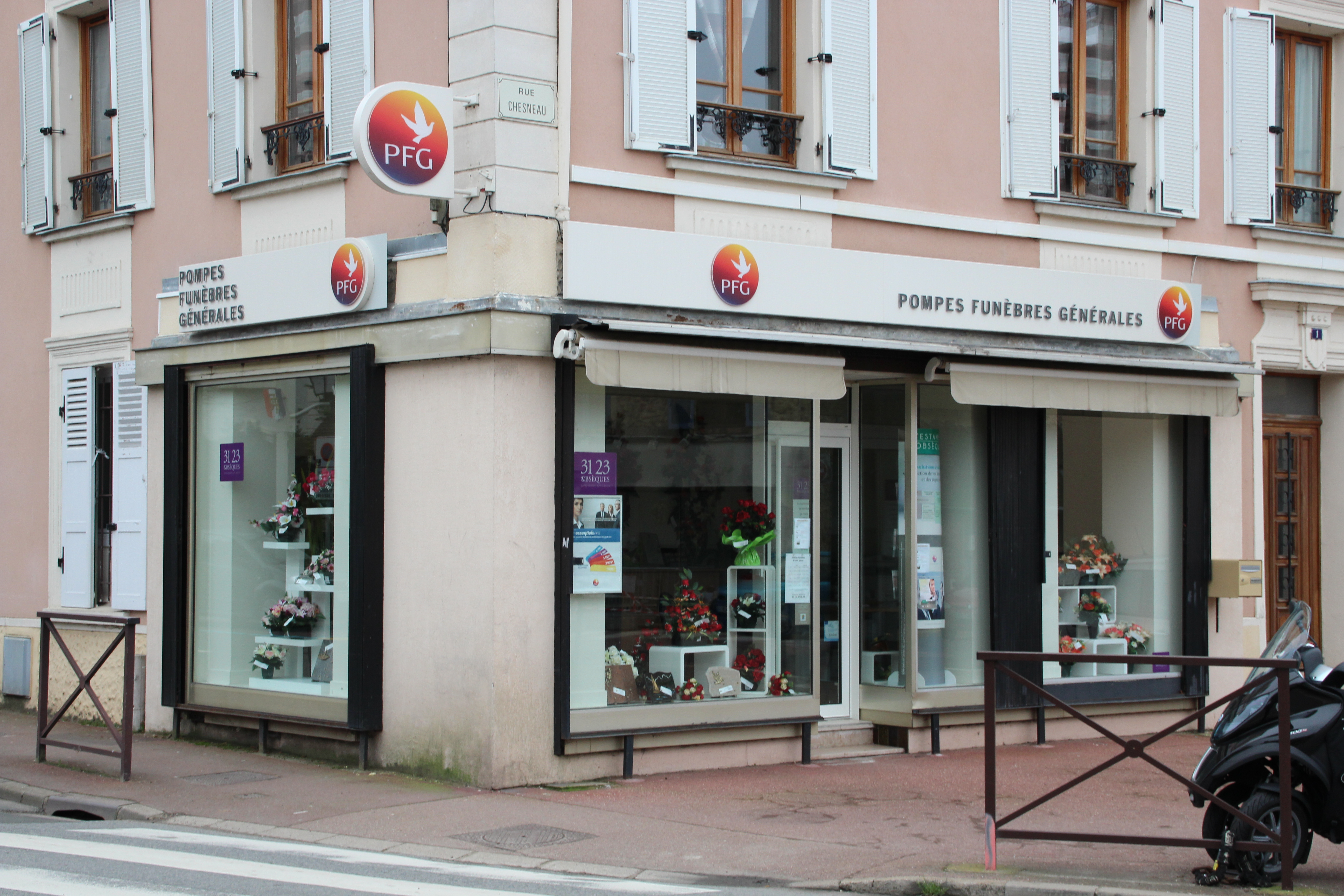
Pompes funèbres générales à Saint-Rémy-lès-Chevreuse (Yvelines)

La création des Pompes funèbres générales remonte à 1828, un peu plus de deux décennies après que l'organisation des obsèques a été confiée aux paroisses, service par la suite laïcisé en 1904.
Le groupe crée sa propre société de menuiserie en 1919, afin d'assurer en interne la fabrication des cercueils. Dans les années 1920-1940, les PFG reprennent les sociétés Roblot et la maison Henri de Borniol. L'année 1939 voit la création de la Compagnie générale de marbrerie. En 1966, le groupe ouvre son premier funérarium, à Villeneuve-Saint-Georges. Dix ans plus tard est fondée compagnie d'assurances Auxia.
En 1979, la Lyonnaise des eaux devient actionnaire majoritaire du groupe. La suppression du monopole communal des Pompes funèbres intervient en 1993. Les années suivantes voient plusieurs rachats, fusions. En 1995, Service Corporation International rachète l'ensemble du groupe, et en 1998, constitue la société Omnium de Gestion et de Financement (OGF) par fusion-absorption de toutes les sociétés régionales du groupe. En 2000, la compagnie d'assurances Auxia est cédée au groupe Malakoff Médéric ; en 2004, Vestar Capital Partners entre au capital du groupe.
2007 voit l'entrée majoritaire d'Astorg Partners, société française de capital investissement, dans le capital du groupe. Les parts d'Astorg Partners sont rachetées par le fond Pamplona Capital Management en 2013. Enfin, en 2015, le fonds d'investissement canadien Ontario Teachers prend 30 % du capital d'OGF et, en 2017, Ontario Teachers devient majoritaire à 74 %. Pamplona Capital Management détient 20 % et l'équipe de management, 6 %.

### Pandémie de Covid-19
En avril 2020, en pleine pandémie de Covid-19, la société OGF est pointée du doigt pour des pratiques tarifaires abusives lors de services rendus sur un site réquisitionné par l'État, situé dans un entrepôt frigorifique du marché de Rungis, et faisant office de morgue provisoire. Une enquête est menée par l’Inspection générale de l’administration (IGA), en partenariat avec la DGCCRF (Direction générale de la consommation, de la concurrence et de la répression des fraudes), pour « s’assurer du caractère strictement conforme à la réglementation des prestations facturées ».

## Activité, rentabilité, effectif
|                                        | 2015  | 2016  | 2017  | 2018  | 2019 | 2020  | 2021  | 2022  | 2023 |
| -------------------------------------- | ----- | ----- | ----- | ----- | ---- | ----- | ----- | ----- | ---- |
| Chiffre d'affaires en millions d'euros | 532   | 536   | 562   | 566   | 607  | 582   | 624   | 602   | 626  |
| Résultat net en millions d'euros       | +49   | +54   | +57   | +48   | +48  | +29   | +34   | +43   | +46  |
| Effectif moyen annuel                  | 5 289 | 5 455 | 5 596 | 5 758 | nc   | 5 885 | 5 888 | 5 645 | nc   |